# One Direction
One Direction (abreujat 1D) va ser una boy band britànica i irlandesa formada per cinc cantants: Harry Styles, Niall Horan, Liam Payne, Louis Tomlinson i Zayn Malik. La banda es va formar a Londres al programa de televisió The X Factor l'any 2010. En un principi es van presentar al programa per separat, però Simon Cowell va tenir la idea de crear un grup amb tots cinc, i la banda va signar un contracte amb l'empresa discogràfica Syco Records del mateix Cowell després d'acabar en tercera posició a la setena edició del concurs The X Factor el 2010. La decisió de posar els cinc nois en un grup els va fer molt populars i van ser l'única banda que es va incloure en l'X-Factor Tour 2011. Posteriorment, la banda va signar un contracte amb la discogràfica Columbia Records (Estats Units), i els seus discos Up All Night (2011) i Take Me Home (2012) van batre diversos rècords de vendes, van ocupar les primeres posicions de nombroses llistes d'èxits 'arreu del món i van generar diversos singles d'èxit, entre els quals destaquen «What Makes You Beautiful» i «Live While We're Young».
L'èxit internacional fou propiciat pel poder de les xarxes socials, i la banda sovint és descrita com un ressorgiment del concepte de boy band, formant part d'una nova invasió de música britànica als Estats Units. Entre els premis que se'ls ha concedit destaca un premi BRIT i tres premis MTV. A data de novembre de 2012, la banda havia venut més de 15 milions de discos arreu del món i, segons Nick Gatfield, el president i cap executiu de Sony Music Entertainment al Regne Unit, One Direction va suposar un negoci de 50 milions de dòlars el juny del mateix any. La revista Billboard els va nomenar millors artistes novells de l'any 2012., mentre que el Huffington Post va afirmar que el 2012 era l'any de One Direction.
El 2013, van fer un documental - musical (pel·lícula) anomenada ONE DIRECTION: THIS IS US. Dirigida per Morgan Spurlock.
El 2015, Zayn Malik va deixar la banda, per motius no coneguts. Louis Tomlinson, Harry Styles, Liam Payne i Niall Horan, van decidir continuar, però el 2016 van decidir deixar la banda per fer un descans de 18 mesos. L'agost del mateix any es va fer públic que els quatre membres restants del grup havien decidit que el març de 2016 iniciarien una pausa d'un any en la seva carrera conjunta per dedicar-se als seus projectes en solitari, i que no farien gira del seu cinquè disc. Finalment, el 13 de gener de 2016 van anunciar que el grup se separava per una temporada i que la majoria dels components volien començar la seva carrera en solitari. L'any 2020 van tancar la seva companyia Sony qui gestionava els seus àlbums, donant per descartada una reunió. Al octubre de 2023, el exmembre del grup Harry Styles va afirmar que ja no tenia relació amb els membres de la banda desde feia més de 5 anys.
Actualment tots els membres segueixen les seves carreres amb solitari.
Degut a la mort de Liam Payne el 16 d'octubre de 2024, els membres del grup van publicar un escrit a la web oficial del grup on donaven el condol.
Zayn Malik va suspendre la seva gira degut a la mort de Payne.
No s'espera que el grup es torni a reunir ni a curt ni a llarg termini.
Al 20 de novembre de 2024 el grup va tornar a coincidir degut a l'enterrament de Payne, Zayn Malik i Louis Tomlinson es van ignorar, on es va demostrar la mala relació personal que tenen els dos artistes.

## Història

### The X Factor, formació i primer contracte discogràfic (2010-2011)
L'any 2010, Niall Horan, Zayn Malik, Liam Payne, Harry Styles, i Louis Tomlinson van presentar-se de manera individual a la setena temporada del concurs de talents musicals britànic The X Factor, però cap d'ells va aconseguir classificar-se per a les següents rondes del concurs. A proposta de Nicole Scherzinger, una jutge convidada, i Simon Cowell, el juliol de 2010 els cinc nois es van unir per formar un quintet al Wembley Arena de Londres, durant una fase del concurs anomenada bootcamp, aconseguint classificar-se a la categoria de grups del mateix concurs. Així doncs, el grup es va concentrar a treballar durant dues setmanes, període en el qual Harry Styles va proposar l'actual nom de la banda.
| «              | Quan van marxar, tenia la sensació que no ens els podíem deixar perdre, i en aquell moment se'ns va acudir intentar si podien funcionar com un grup. El primer moment que van estar allà junts fou una sensació estranya. Ja semblaven un grup. Tenia bones sensacions, però evidentment vam disposar de cinc setmanes perquè treballessin junts. Estava preocupat per saber si cinc setmanes seria suficient, però quan van tornar va ser absolutament sensacional. Vaig intentar mantenir una cara de pòquer per afegir dramatisme al concurs, i recordo estar assegut al costat d'aquella noia amb la que treballava. Quan van marxar vam saltar de les cadires i ens vam dir: "aquests nois són increïbles! Ja ho tenien. Tenien confiança. Eren divertits. Ells mateixos feien arranjaments. Eren com un grup d'amics, i tampoc tenien por. | » |
| — Simon Cowell | |   |

La primera cançó que van interpretar com a grup a les rondes classificatòries del concurs fou una versió acústica de Torn, d'Ednaswap. Després que els participants F.Y.D, Diva Fever i Belle Amie fossin eliminats després de quatre setmanes de concurs, One Direction eren els únics sota les ordres de Simon Cowell que seguien competint. El grup va guanyar popularitat molt ràpidament a Anglaterra, i van acabar el concurs en tercera posició, per darrere de Rebecca Ferguson i del guanyador, Matt Cardle. Immediatament després de la final del concurs, la seva versió de Forever Young, d'Alphaville —el seu primer single en el cas d'haver guanyat el concurs— es va filtrar a internet.
Poc després, One Direction va signar el seu primer contracte discogràfic amb Syco Records —segell del mateix Cowell—, a canvi de 2 milions de lliures esterlines. La gravació del seu disc de debut va començar el gener de 2011, quan van viatjar a Los Angeles per treballar amb el productor RedOne. Al mes següent es va publicar la primera biografia autoritzada de la banda, One Direction: Forever Young (Our Official X Factor Story), escrita per Harper Collins, arribant al capdamunt de la llista de best-sellers del The Sunday Times. El 15 de setembre del mateix any es va publicar un segon volum sobre la banda, titulat Dare to Dream: Life as One Direction.
El febrer de 2011, la banda i altres concursants de The X Factor van participar de la gira de concerts del concurs, actuant davant de 500.000 persones en tot el Regne Unit i Irlanda. Un cop va finalitzar la gira, l'abril de 2011, la banda va continuar treballant en el seu disc de debut. L'enregistrament va tenir lloc a Estocolm, Londres i Los Angeles, amb la participació dels productors Carl Falk, Savan Kotecha, Steve Mac i Rami Yacoub, entre d'altres. Durant aquest període també es va anunciar que la banda serien els ambaixadors de les edicions blanca i negra de la saga de videojocs Pokémon.

#### Audicions individuals
A continuació es mostra la llista de cançons amb les quals cada integrant es va presentar a les primeres audicions de Factor X.
| Autor           | Cançó             |
| --------------- | ----------------- |
| Harry Styles    | Isn't She Lovely  |
| Liam Payne      | Cry Me a River    |
| Louis Tomlinson | Hey There Delilah |
| Niall Horan     | So Sick           |
| Zayn Malik      | Let Me Love You   |

#### Bootcamp
Després que cada integrant es classifiqués per la següent etapa, es van presentar al Bootcamp. A continuació hi ha la llista de cançons que van interpretar:
| Integrant                    | Cançó                      |
| ---------------------------- | -------------------------- |
| Harry Styles i Liam Payne    | Stop Crying Your Heart Out |
| Niall Horan                  | Champagne Supernova        |
| Louis Tomlinson i Zayn Malik | Make You Feel My Love      |

En aquesta etapa és quan van formar la banda i es van presentar amb la cançó Torn, classificant-se per participar en els programes en directe.

#### Presentacions al programa
A continuació es mostra una llista amb les cançons que va interpretar la banda durant la seva estada al programa.
*A la semifinal del programa, els concursants van interpretar dues cançons.
**A la final del programa els concursants van haver de cantar tres cançons.

### Up All Nighti esclat internacional (2011-2012)
Després de participar en el programa Alan Carr: Chatty Man el juliol de 2011, la banda va donar a conèixer el seu primer single, What Makes You Beautiful, el 10 d'agost del mateix any, a la BBC Radio 1. La cançó, llençada oficialment l'11 de setembre, va arribar al número 1 de les llistes de singles del Regne Unit i va batre el rècord de pre-vendes de Sony Music. Singles posteriors com Gotta Be You i One Thing també van arribar a situar-se entre les deu primeres posicions de la llista de singles del Regne Unit.

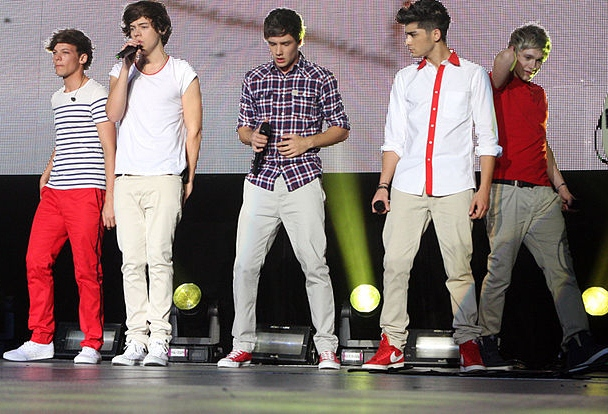
One Direction actuant a Sydney durant la gira Up All Night, (abril 2012)

El novembre de 2011, la banda va signar un contracte discogràfic als Estats Units amb Columbia Records. El president adjunt de Columbia, Steve Barnett, va dir que no fou una decisió difícil: "Altres artistes d'aquesta tipologia ja s'havien fet una mica grans. Vaig creure que hi havia un buit, i que potser ells podrien fer-se'l seu"." What Makes You Beautiful" es va publicar als Estats Units al febrer de 2012, entrant al número 28 de la llista Billboard Hot 100 i esdevenint el debut en una posició més destacada per un artista britànic des de 1998. La cançó va arribar fins al número 4 i va vendre més de 3 milions de còpies als Estats Units. Des de la seva arribada als Estats Units, One Direction van fer una gira de promoció per diverses emissores de ràdio, i també la seva primera gira de concerts per Amèrica del Nord com a teloners de Big Time Rush. La seva primera aparició en una televisió dels Estats Units fou el 12 de març del mateix any, a The Today Show, al Rockefeller Center, davant d'uns 15.000 fans. Assenyalat per la crítica assenyalava com un atractiu pel públic adolescent, el primer disc de la banda, Up All Night, es va publicar a principis de 2012. Va esdevenir el disc de debut de 2011 que es va vendre més ràpid al Regne Unit i va arribar al número 1 de les llistes d'èxits de setze països. El disc va arribar al número 1 de la llista Billboard 200, i One Direction va esdevenir la primera banda britànica en entrar en primera posició a les llistes d'èxit dels Estats Units amb el seu disc de debut, fet que va comportar que entressin al llibre Guiness de rècords. Up All Night també fou el primer disc d'una boy band que va aconseguir vendre mig milió de còpies digitals als Estats Units, i a final de l'agost de 2012 n'havien venut tres milions de còpies arreu del món.
One Direction va assistir als premis Brit, emportant-se el premi al millor single britànic de 2012 per What Makes You Beautiful. L'abril de 2012, una banda estatunidenca que tenia el mateix nom va iniciar una demanda per violació dels drets de marca. segons la demanda, la banda estatunidenca havia emprat el nom One Direction des de 2009, havia enregistrat dos discos i havia iniciat el registre de la marca als Estats Units el febrer de 2011. Aquesta banda deia que li corresponien el triple dels beneficis obtinguts per la banda britànica, a més dels danys compensatoris per excés d'un milió de dòlars. La demanda establia que després d'adonar-se (a principis de 2011) que ambdues bandes compartien el nom, Syco i Sony Music havien optat per ignorar els drets dels demandants i que els havien infringit conscientment. Syco Records va respondre a la demanda amb una demanda contra la banda estatunidenca, suggerint que estava intentant obtenir beneficis de l'èxit d'One Direction i que la banda britànica havia estat la primera a emprar la marca en un context comercial interestatal. La BBC va informar que al setembre de 2012, la banda britànica havia guanyat la disputa legal i disposava del dret d'emprar el nom de la banda; mentre que la banda estatunidenca va canviar el seu nom pel d'Uncharted Shores. El canvi de nom fou anunciat en un comunicat conjunt on s'informava que ambdues bandes estaven satisfetes del resultat del procés.
El desembre de 2011, One Direction va iniciar la seva primera gira al Regne Unit com a caps de cartell, anomenada Up All Night Tour. A principis de 2012 van anunciar les dates dels concerts de la gira que tindrien lloc a Austràlia i Nord-amèrica, celebrats entre l'abril i el juliol del mateix any. La gira va constar de 62 concerts, i va gaudir d'una bona rebuda tant crítica com comercial. El maig de 2012 es va publicar un enregistrament d'un concert de la gira, Up All Night: The Live Tour, situant-se al capdamunt de les llistes de vendes de quinze països l'agost del mateix any: les vendes a escala mundial van superar un milió de còpies. El primer llibre de la banda autoritzat als Estats Units, Dare to Dream: Life as One Direction es va publicar en aquell país el 22 de maig de 2012, arribant a la primera posició de la llista de best-sellers del New York Times. El juny del mateix any, Nick Gatfield, president i cap executiu de Sony Music Entertainment al Regne Unit, va expressar que esperava que One Direction comportés uns 100 miliols de dòlars de negoci durant l'any 2013, fet que suposaria doblar el volum de negoci d'aquell any. Dos mesos després, les vendes de discos de la banda superaven els 8 milions de singles, 3 milions d'àlbums i un milió de DVDs, i la banda va interpretar What Makes You Beautiful a la cerimònia de clausura dels Jocs Olímpics d'Estiu de 2008 de Londres. One Direction van ser els més guardonats a la cèrimonia de 2012 dels MTV Music Awards, emportant-se els tres premis a què aspiraven el 6 de setembre de 2012, inclòs el premi al millor artista novell.

### Take Me Home i gira mundial (2012-2013)
El segon àlbum d'estudi de One Direction, Take Me Home, es va publicar el novembre de 2012. L'abril d'aquell mateix any, The Independent informava que Simon Cowell havia engrescat als millors compositors musicals a competir per un espai al segon disc d'estudi de One Direction. Dee Demirbag, responsable d'artistes internacionals i compositor de música de repertori a BMG, a Escandinàvia digué: "Entrar en una boy band als Estats Units és una gran fita en la indústria musical, per tant, podeu imaginar que la competència que hi ha per introduir composicions al nou disc de One Direction és immensa". El mes de maig de 2012, One Direction va iniciar l'enregistrament del disc a Estocolm, Suècia. La 1a cançó, Live While We're Young, es va llençar el setembre del mateix any i va entrar a la llista dels top 10 de pràcticament tot el món, i als Estats Units va esdevenir la cançó d'un artista no dels Estats Units amb més vendes a la primera setmana de la seva publicació. L'àlbum i la seva segona cançó (Little Things) van entrar simultàniament al número 1 de les llistes d'èxits del Regne Unit, de tal manera que One Direction va esdevenir la banda més jove de la història de les llistes d'èxits britànics en aconseguir aquest objectiu. A més, Take Me Home va vendre 540.000 còpies a la primera setmana de la seva publicació als Estats Units, arribant a la primera posició de la llista Billboard 200 i esdevenint la primera banda britànica en tenir d'entrada tant el disc de debut com el segon disc en la primera posició de les llistes d'èxits. Aquest àlbum també va ocupar la primera posició de les llistes d'èxits de més de 24 països diferents. El seu 1r disc, Up All Night,  va esdevenir el tercer disc més venut als Estats Units (1.616.000 còpies) i Take Me Home, el cinquè (1.340.000 còpies), de tal manera que la banda van ser els primers a situar dos discos a la llista dels 5 millors de l'era Nielsen SoundScan.
One Direction va cantar Little Things a la Royal Variety Performance de 2012, davant la reina Isabel II del Regne Unit i va encapçalar un concert al Madison Square Garden de Nova York on es va penjar el cartell d'entrades exhaurides el 3 de desembre del mateix any.
La banda té prevista una segona gira de concerts pel mes de febrer de 2013, que consistirà de més d'una centena de concerts a Europa, Nord-amèrica i Australàsia. El dia que es van posar a la venda les entrades al Regne Unit i Irlanda se'n van vendre 300.000, entre les quals s'inclouen les entrades de sis concerts a l'O2 Arena de Londres. Als mercats d'Austràlia i Nova Zelanda es van vendre entrades per valor de 15,7 milions de dòlars (190.000 entrades per 18 concerts en ambdós països). A més, el novembre de 2012, Sony Pictures Entertainment va anunciar la producció d'un biopic en tres dimensions sobre la banda, dirigit per Morgan Spurlock, produït pel mateix Spurlock, Ben Winston, Adam Milano i Simon Cowell, i distribuït per TriStar Pictures el 30 d'agost de 2013.
Al 2015, Zayn Malik deixa el grup i poc després la banda va anunciar la seva separació.
Al 2022 tots els components segueixen la seva carrera en solitari, donat per descartada un retorn del grup.

## Estil musical
El disc de debut de One Direction, Up All Night (2011) és un àlbum majoritàriament pop, amb elements propis del teen pop, dance pop, pop rock i del power pop, a més d'influències de l'electropop i del rock. Robert Copsey, de Digital Spy, va descriure el disc com una col·lecció de pop rock apte per a tots els públics (amb algunes reserves pels més joves) combinat amb tornades revulsives, mentre que el The New York Times el va considerar com un disc ple de pop influenciat per rock senzill, alegre i a vegades intel·ligent. Jason Lipshutz, de Billboard, va reconèixer que el disc demostrava una originalitat en el so que era necessària per a la revitalització del moviment de les boy bands. Cançons com One Thing o What Makes You Beautiful eren particularment destacades pel seu caire power pop i pop rock, a més de l'ús de riffs de guitarra i tornades poderoses.
Vocalment i en directe, Erica Futterman de Rolling Stone reivindicava les seves actuacions en acústic, destacant l'habilitat de Horan per tocar la guitarra, i les veus admirables de la resta de la banda. No hi havia necessitat de preocupar-se per incloure farciments, ja que presenten una realització plaentera per un espectacle pop. Cameron Adams, del Herald Sun, opinà que One Direction tenia veus pop poderoses. Melody Lau, del National Post va escriure que resultava fàcil quedar atrapat per la seva estètica, però realment, entre els crits de noies adolescents, hi ha nois que de fet, poden cantar i, fins a cert punt, entretenir. Per la seva banda, Jane Stevenson, de Canoe va admetre que no havia pensat que la banda fos capaç de cantar en un concert. D'altra banda, Chris Richards va publicar al The Washington Post que li resultava difícil imaginar que de la banda n'emergís un futur Justin Timberlake, Ricky Martin o Bobby Brown, ja que cap veu destacava de la resta. Mike Wass, d'Idolatror, va considerar que One Direction s'havia mostrat prou capaç de poder-se esforçar per fer evolucionar el seu so.

## Imatge

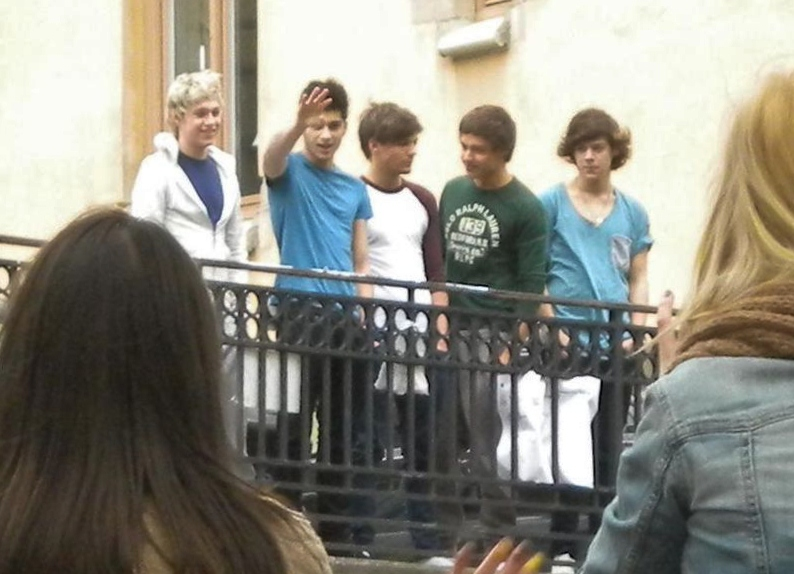
One Direction saludant els fans a Estocolm, Maig de 2012

Neil McCormic, del The Daily Telegraph, va publicar un article sobre l'èxit de One Direction a Nord-amèrica, assenyalant que els americans havien deixat un forat al mercat i subratllant que fou necessari que Justin Bieber esdevingués un personatge reconegut per demostrar que encara hi havia mercat per nois atractius, sans, més blancs que el blanc, que fan un pop tendre que agrada als pares de classe mitjana. Què hi ha millor que un noi guapo? Cinc nois guapos. S'ha descrit One Direction com un desencadenant del renaixement del concepte de boy band, formant part d'una nova invasió britànica als Estats Units. Bill Werde, de la revista Billboard, va comentar: "Hi ha moltes possibilitats, hi ha molts aspectes positius… aquell nivell de talent amb aquella imatge són els ingredients d'una tempesta perfecta massiva i de gran èxit."
Sonny Takhar, el cap executiu de Syco Records, atribueix l'eclosió de la banda al poder de les xarxes socials. "A vegades tens la sensació que la cançó és fantàstica, però això no és així aquí. És el fet. Les xarxes socials han esdevingut la nova ràdio. Mai hi havia hagut un esclat internacional com aquest." Will Bloomfield, el representant del grup, va afegir que "aquests nois viuen en línia, i també els seus fans." La banda disposa d'un equip de comunicació dedicat a les xarxes socials i tots els seus membres twittegen, fet que "ajuda a crear la sensació que no poden estar més a prop dels seus fans." El compte de Twitter de One Direction superà els 5 milions de seguidors el juliol de 2012, guanyant una mitjana de 20.000 seguidors cada dia. A més, cada membre de la banda té un tret destacat. Així doncs, Horan és el guapo; Malik, el tranquil i misteriós; Payne és el sensible; Styles és l'encantador i Tomlinson el divertit.
Sobre el fet de ser una boy band, Horan va comentar que "la gent pensa que una boy band és tot de nois vestits igual. Som nois en una banda, i intentem fer coses diferents del que la gent podria pensar que és la típica boy band. Intentem fer música diferent i intentem ser nosaltres mateixos, no asèpticament nets." Leah Collins, del National Post, va remarcar que One Direction havia tingut èxit precisament en aquest aspecte: "en gran manera, això significa que el grup es presenta com la típica banda d'adolescents sense censurar (publicant vídeos a YouTube, o bevent alcohol en públic)." D'altra banda, Kitty Empire va opinar a The Observer que «les coreografies són bàsiques en una boy band, o com a mínim ho era als anys 90 (amb Take That i fins al 2010 (JLS). One Direction acompleix molts dels requisits d'una boy band (imatge, cançons tendres, música enganxosa i set de fama), però la seva manca de coreografies assenyala certes diferències en aquest sentit.»

## Membres

### Membres actuals

#### Niall Horan

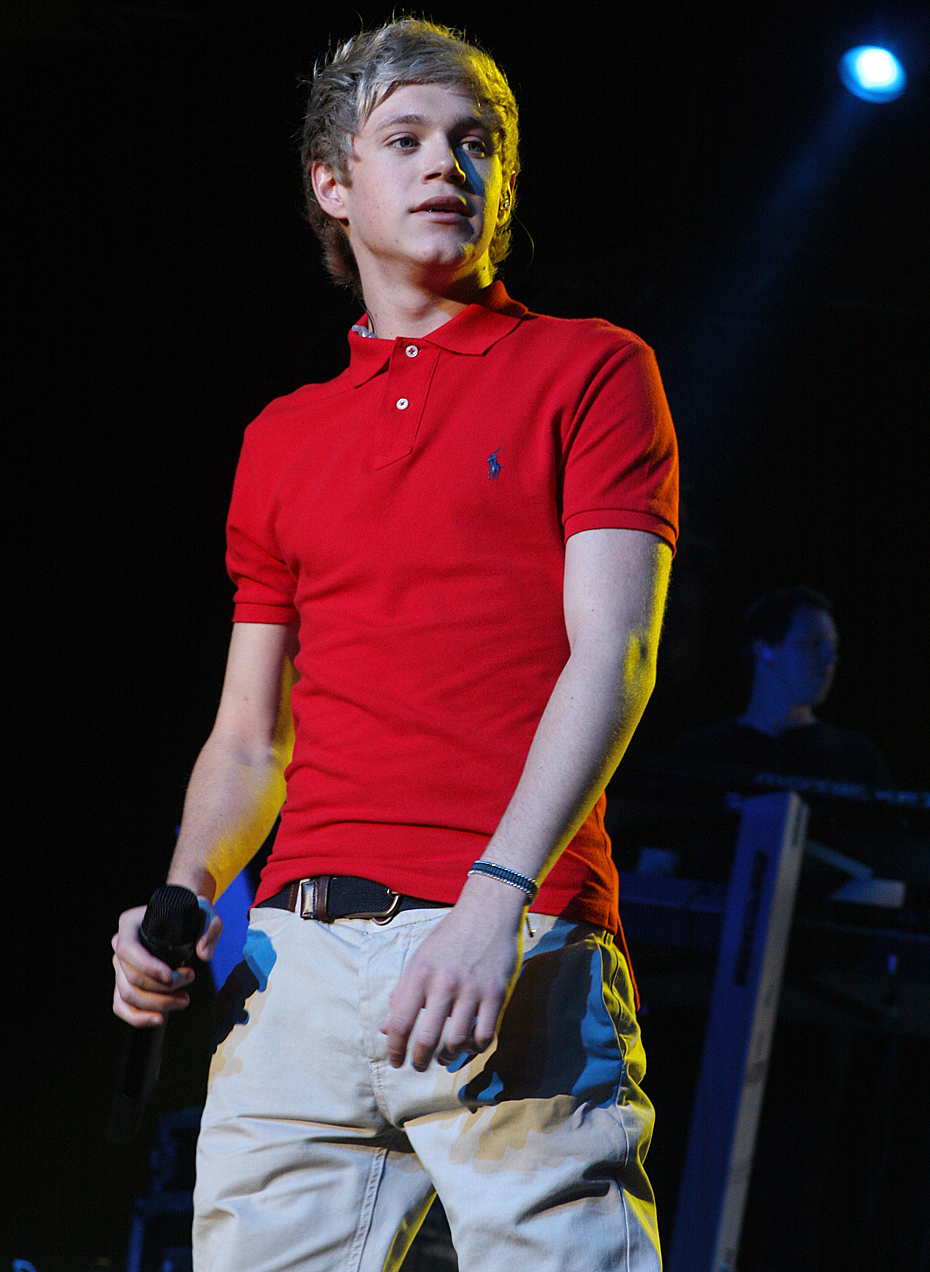
Niall Horan

Niall James Horan Gallagher va néixer el 13 setembre 1993 a Mullingar, Westmeath, Irlanda. A les audicions de "The X Factor" va obtenir dos "Sí" per part Simon Cowell i Louis Walsh, i un "No" per part de Cheryl Cole deixant a la jutge convidada, Katy Perry, la decisió final. Encara que no estava molt decidida, li va donar un "Sí" i va passar a la següent etapa. Simon Cowell va decidir que volia fer una banda amb 5 components, i d'aquesta manera van crear One Direction. Els membres del grup diuen que es 'el més tendre de la banda'.
Abans de participar en The X Factor va fer algunes actuacions per Irlanda, inclosa una actuació de teloner de Lloyd Daniels a Dublín. Horan sap tocar la guitarra des de petit, i també ha dit que li agrada molt el swing, citant Frank Sinatra, Dean Martin i Michael Bublé entre els seus artistes preferits. També reconeix que li agrada el rock, i que és fan de The Eagles, Bon Jovi i The Script

#### Liam Payne

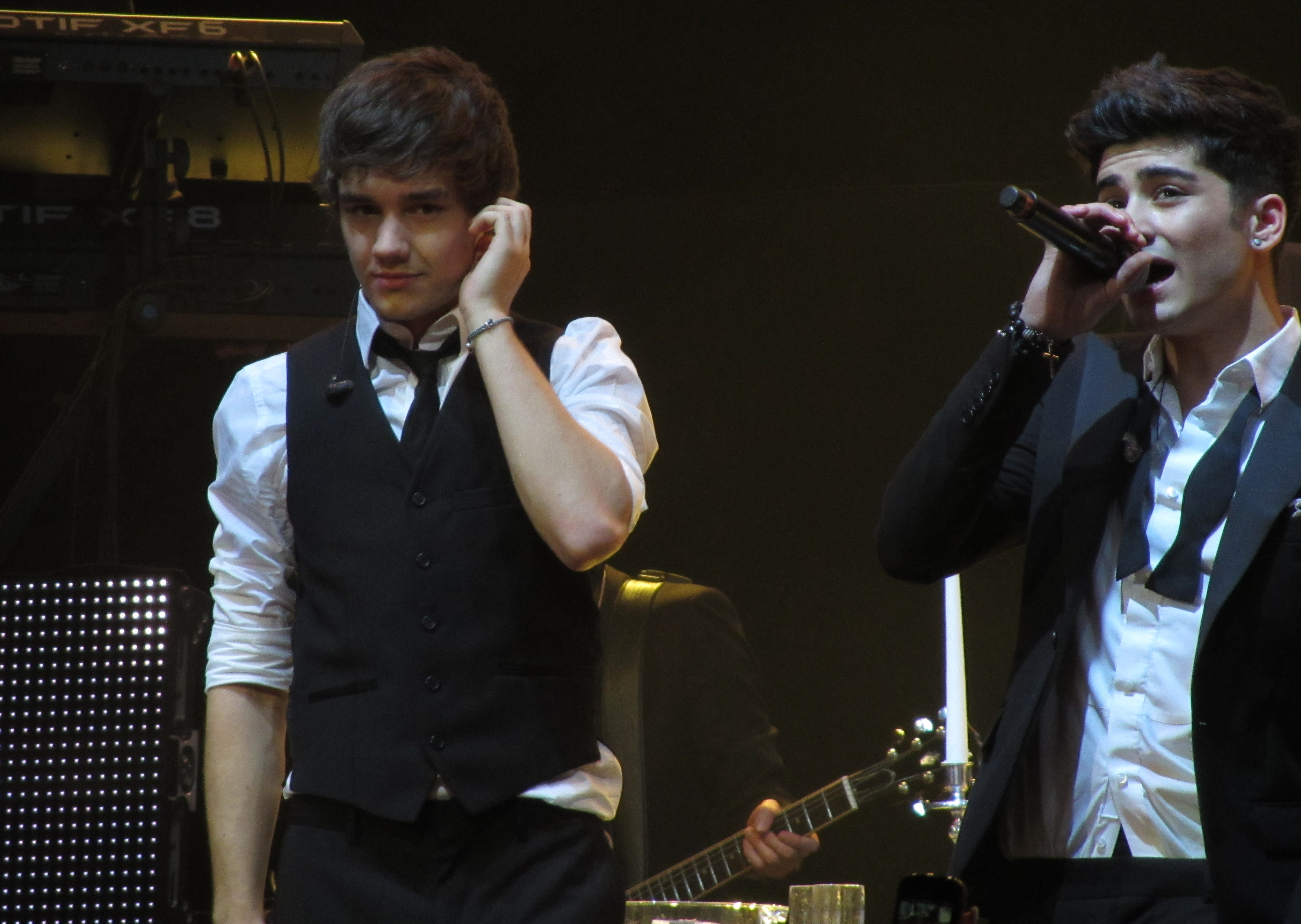
Liam Payne

Liam James Payne va néixer el 29 agost 1993 a Wolverhampton, Anglaterra, tres setmanes abans del previst i, fins als quatre anys estava controlat de ben a prop pels metges perquè tenia un ronyó disfuncional, fet que l'obligà a estar intensament medicat per suportar el dolor. Payne va sofrir abusos per part dels companys d'institut, que superà inscrivint-se a cursos de boxa quan tenia dotze anys.
Liam era un estudiant de la universitat de Wolverhampton, i abans de presentar-se a The X Factor havia actuat davant de 26.000 persones, en un partit de futbol dels Wolverhampton Wanderers. Payne es va presentar a l'edició de 2008 de The X Factor, quan tenia 14 anys. De fet, va arribar fins a la casa dels jutges, però Simon Cowell va considerar que no estava llest per entrar en la competició i li va demanar que tornés dos anys després. Així fou, i Payne s'hi va presentar per cantar Cry Me a River, rebent una ovació per part del públic i del mateix Cowell.
Ell menciona que una de les seves influències musicals més importants és Justin Timberlake, i que també s'inspira en Gary Barlow (membre de Take That quan actua.

#### Harry Styles

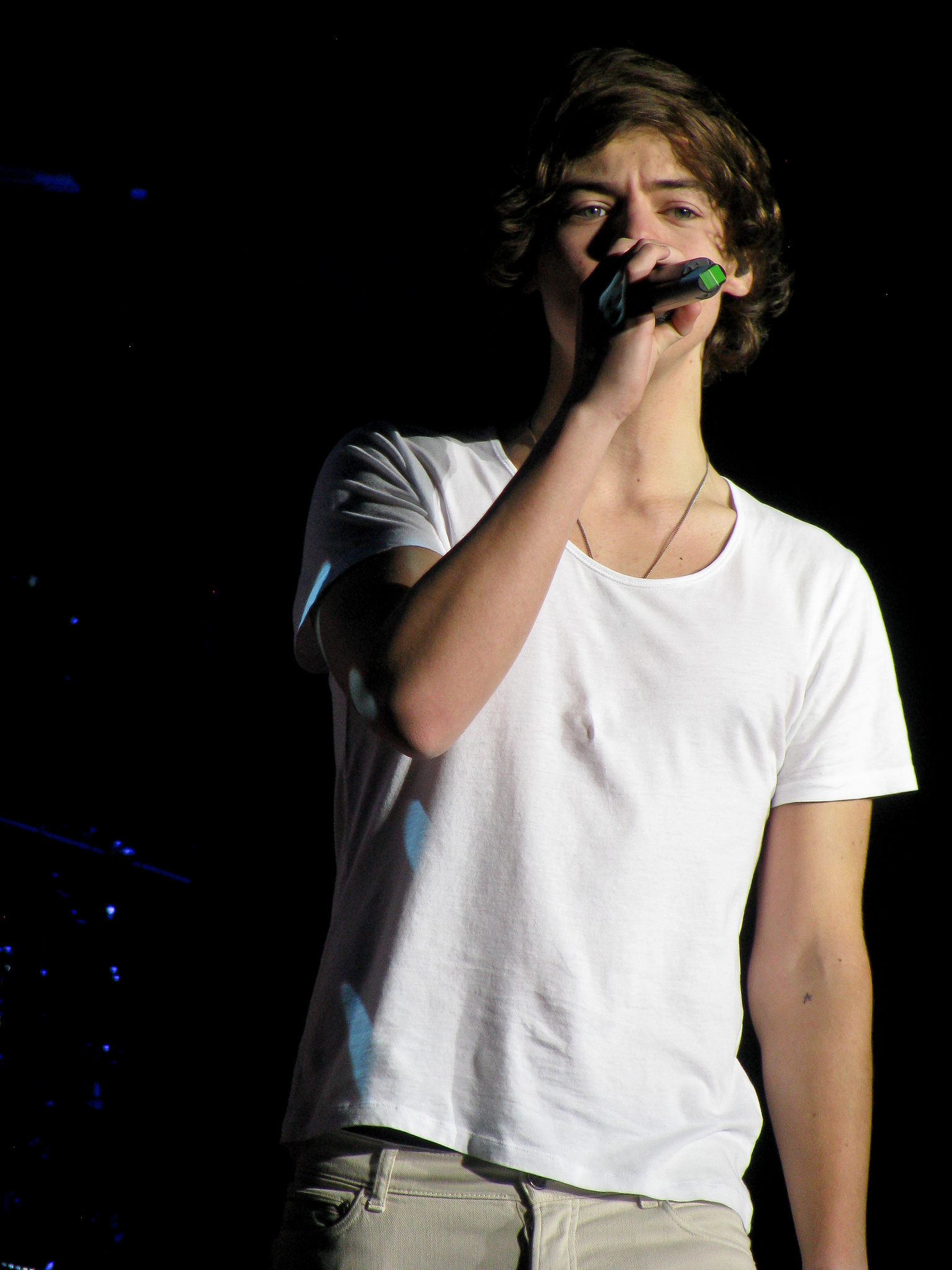
Harry Styles

Harry Edward Styles Cox va néixer el 1 febrer 1994 a Holmes Chapel, Cheshire, Anglaterra va cursar estudis a Holmes Chapel Comprehensive School, i després del divorci dels seus pares quan tenia set anys i de viure un temps al camp, tornant a Holmes Chapel quan tenia dotze anys. Abans de participar en The X Factor, Styles (que llavors tenia 16 anys) treballava a temps parcial a la pastisseria de W. Mandeville, a Holmes Chapel. Harry es va presentar a les audicions amb Isn't She Lovely i va rebre dos "Sí" per part del jurat i un "No" per part del tercer, Louis Walsh, ja que no estava segur que estigués preparat per avançar en la competició.
Abans de participar en The X Factor, Styles era el vocalista d'una banda anomenada White Eskimo, amb Haydn Morris a la guitarra, Nick Clough al baix i Will Sweeny a la bateria, la qual va resultar guanyadora d'un concurs anomenat Battle of the Bands. De petit, li agradava molt cantar, i reconeix que una de les seves influències fou Elvis Presley, i també els Beatles, ja que el seu pare en tocava cançons. També menciona bandes contemporànies entre les seves influències musicals com Foster the People, Coldplay o Kings of Leon. Styles va declarar que la seva participació a The X Factor li va fer guanyar molta confiança com a intèrpret, i també diu que sovint s'inspira en el líder de Coldplay, Chris Martin, per actuar dalt dels escenaris.

#### Louis Tomlinson

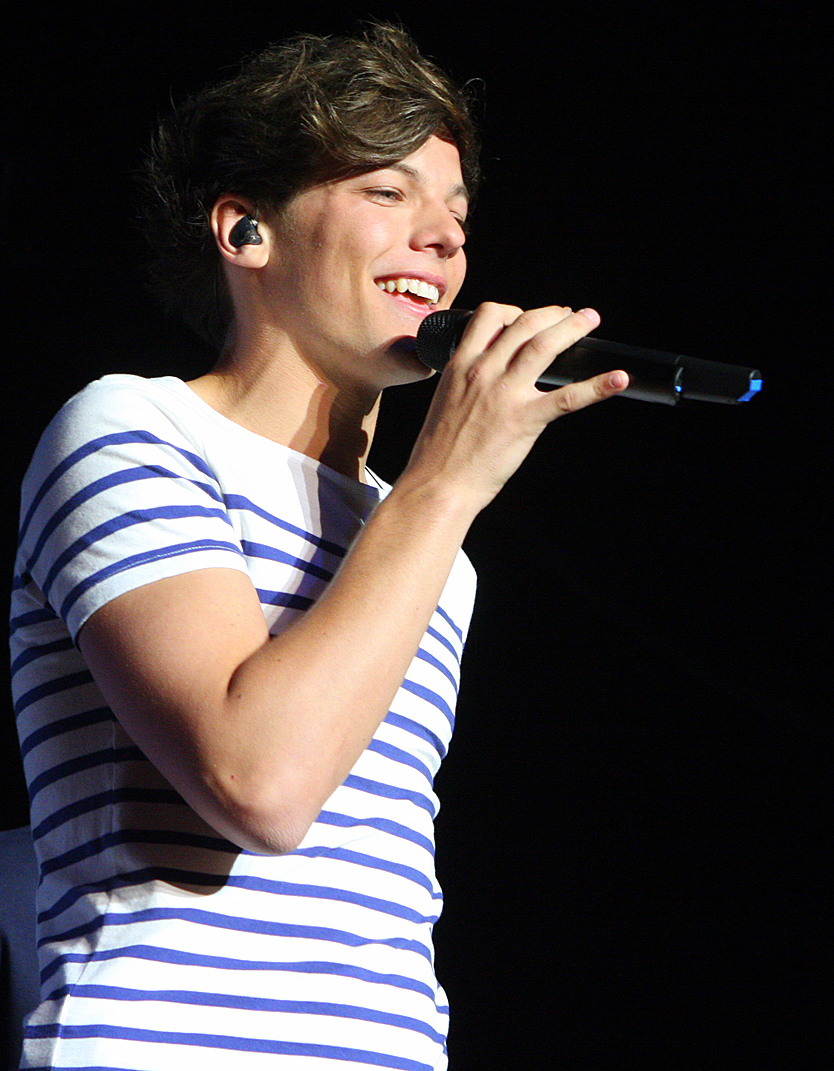
Louis Tomlinson

Louis William Tomlinson, va néixer com Louis Troy Austin a Doncaster, Anglaterra, el 24 desembre 1991. Els seus pares, Johannah Poulston i Troy Austin, van separar-se quan era petit i va agafar el cognom del seu padrastre, Mark Tomlinson. Louis té cinc germanastres més joves, i dues d'elles van actuar en una sèrie anomenada Fat Friends, en la qual ell també hi va aparèixer com a extra. Després d'actuar a la sèrie, Tomlinson fou alumne d'interpretació a Barnsley, i va interpretar diversos petits papers en un drama d'IHTV1, titulat If I Had You i a la sèrie de la BBC Waterloo Road. Fou alumne de la Hall Cross Academy i de la Hayfield School, on va suspendre el primer any de batxillerat, que tornà a començar a la Hall Cross Academy. Va treballar per l'empresa cinematogràfica Vue i com a cambrer a l'estadi de futbol dels Doncaster Rovers, entre d'altres.
Mentre era alumne de Hall Cross, Tomlinson va participar en diverses produccions musicals. Tomlinson va revelar que obtenir el paper de Danny Zuko a la producció musical de Grease que el va motivar a presentar-se a The X Factor. Va presentar-se a les audicions cantant Hey There Delilah, de Plain White Ts, rebent tres "Sí" per part del jurat. Entre les seves influències musicals, cita la de Robbie Williams com la més important, i el considera el seu ídol. En una entrevista per la revista NOW va declarar que Robbie Williams sempre li havia agradat: "És tan caradura que ho pot aconseguir tot. Les seves actuacions són increïbles." També admira l'artista Ed Sheeran, a qui qualifica de "fenomenal". Anteriorment, Tomlinson tenia una relació que va durar anys amb Eleanor Calder, una model, i acaba de comprar l'equip de futbol on ell jugava de petit, que estava a punt de tancar.

### Antics membres

#### Zayn Malik

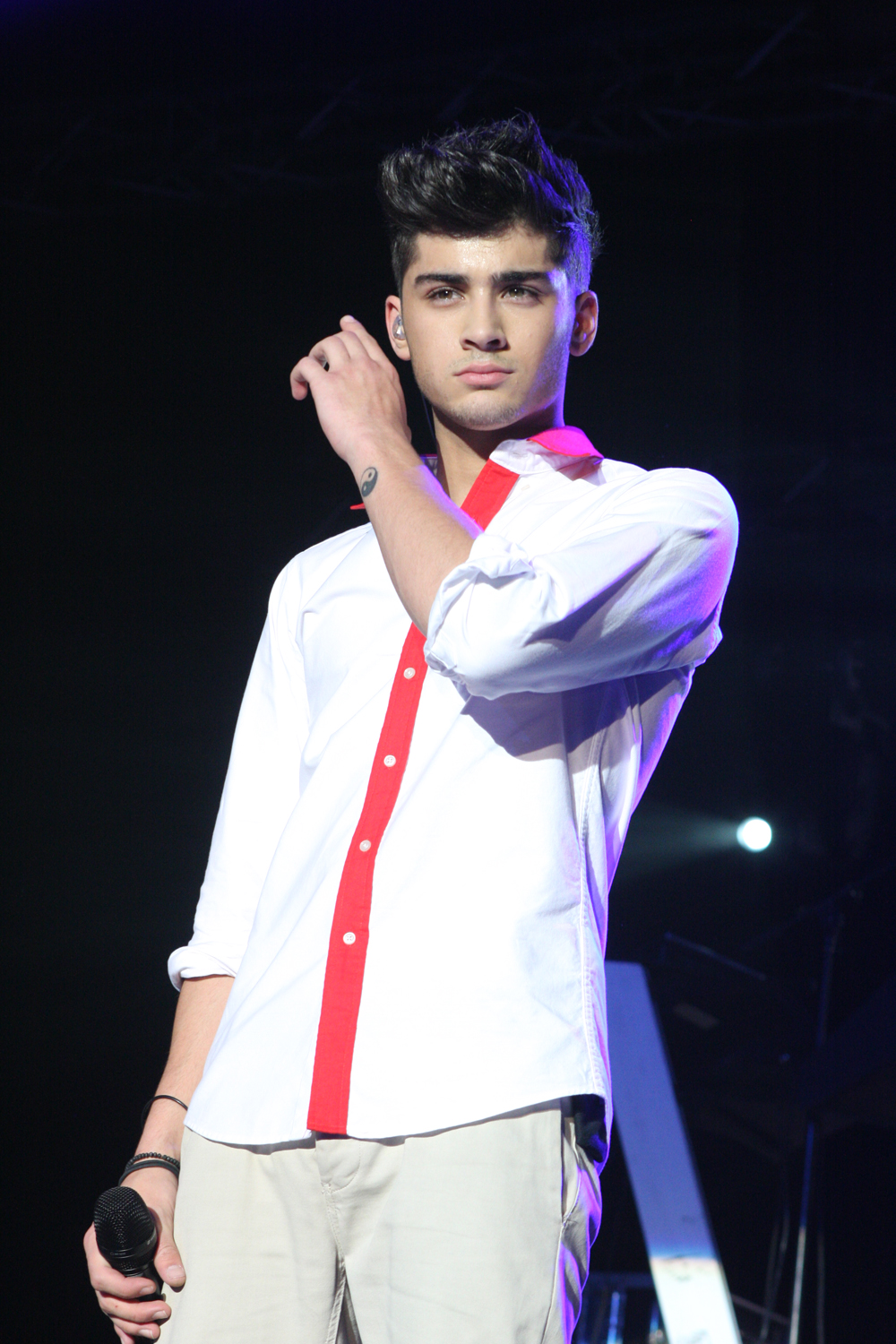
Zayn Malik

Zayn Javadd Malik va néixer el 12 gener 1993 a Bradford (West Yorkshire), Anglaterra, prefereix escriure el seu nom amb y, per bé que la forma correcta és Zain, amb i. D'ascendència pakistanesa per part de pare, de petit era hiperactiu i li costava concentrar-se en els estudis, que cursà a Lower Fields Primary School i a Tong High School.
Malik es va presentar a The X Factor cercant viure una experiència. La seva audició, però, inicialment, no va ser mostrada per televisió. No obstant això, va ser donada a conèixer una vegada va ser acabada la temporada. Durant el concurs, Malik es va posar nerviós quan li va comunicar que havia de ballar, així que es va quedar entre bambalines corrent el risc de ser expulsat immedietament. Després de notar l'absència de Zayn, Simon Cowell el va anar a buscar i el va convèncer per tornar a l'escenari. Actualment viu a Londres amb tots els membres de la banda.
Entre les seves influències musicals principals, Malik cita la música urbana, el Rythm & blues contemporani i el rap, i com altres membres de la banda, reconeix que li agradaria col·laborar amb artistes com Bruno Mars. Malik és addicte al tabac, i a finals de 2011 va expressar el seu desig de deixar de fumar. A més, Malik feu públic el seu pensament religiós a Twitter, tot dient "La ila ha ill lalla ho muhammed door rasoolalah", la professió de fe dels musulmans, on reconeixen que Al·là és l'únic déu i Muhàmmad el seu profeta.
El 25 de març de 2015, una setmana després de finalitzar les seves actuacions de la seva gira mundial per la zona asiàtica, Malik va anunciar que abandonava el grup definitivament i va al·legar que volia viure una vida "normal d'un noi de 22 anys" lluny del focus de l'atenció pública. La seva darrera actuació pública de la banda va ser l'espectacle On the Road Again Tour a Hong Kong. Va continuar la seva carrera com a cantant en solitari. Les seves fans es diuen Zquads. És ex parella de Perrie Edwards, cantant de Little Mix.

## Discografia

### Àlbums d'estudi
| Títol             | Detalls del disc                                                                                          | Posició aconseguida a les llistes d'exits | Posició aconseguida a les llistes d'exits | Posició aconseguida a les llistes d'exits | Posició aconseguida a les llistes d'exits | Posició aconseguida a les llistes d'exits | Posició aconseguida a les llistes d'exits | Posició aconseguida a les llistes d'exits | Posició aconseguida a les llistes d'exits | Posició aconseguida a les llistes d'exits | Posició aconseguida a les llistes d'exits | Vendes                                                           | Premis |
| Títol             | Detalls del disc                                                                                          | UK                                        | AUS                                       | BEL                                       | CAN                                       | FRA                                       | IRE                                       | NL                                        | NZ                                        | SWE                                       | US                                        | Vendes                                                           | Premis |
| ----------------- | --- | ----------------------------------------- | ----------------------------------------- | ----------------------------------------- | ----------------------------------------- | ----------------------------------------- | ----------------------------------------- | ----------------------------------------- | ----------------------------------------- | ----------------------------------------- | ----------------------------------------- | ---------------------------------------------------------------- | --- |
| Up All Night      | - Publicat: 18 de novembre 2011 - Discogràfiques: Syco, Columbia - Formats: CD, descàrrega digital        | 2                                         | 1                                         | 7                                         | 1                                         | 15                                        | 1                                         | 7                                         | 1                                         | 1                                         | 1                                         | - Regne Unit: 770.000 - Estats Units: 1.620.000 - Món: 3.600.000 | - ARIA (Austràlia): 4 discs de platí - IRMA (Irlanda): 3 discs de platí - GLF: Disc de platí - MC (Canadà): 2 disc de platí - RIAA (Estats Units): Disc de platí - RIANZ (Nova Zelanda): 3 discs de platí - SNEP (França): Disc d'or |
| Take Me Home      | - Publicat: 9 de novembre 2012 - Discogràfiques: Syco, Columbia - Formats: CD, descàrrega digital         | 1                                         | 1                                         | 1                                         | 1                                         | 3                                         | 1                                         | 1                                         | 1                                         | 1                                         | 1                                         | - UK: 642.009 - US: 1.340.000                                    | - ARIA: 2 discs de platí - GLF: 1 disc de platí - MC: 2 discs de platí - NVPI: 1 disc d'or - RIAA: 1 disc de platí - RIANZ: 1 disc de platí                                                                                          |
| Midnight Memories | - Publicat: 25 de novembre 2013 - Discogràfiques: Syco, Columbia - Format: CD, descàrrega digital         |                                           |                                           |                                           |                                           |                                           |                                           |                                           |                                           |                                           |                                           |                                                                  | |
| Four              | - Publicat: 11 de novembre 2014 - Discogràfiques: Syco, Columbia - Format: CD, vinil i descàrrega digital |                                           |                                           |                                           |                                           |                                           |                                           |                                           |                                           |                                           |                                           |                                                                  | |
| Made in the A.M   | - Publicat: 13 de novembre 2015 - Discogràfiques: Syco, Columbia - Format: CD, vinil i descàrrega digital |                                           |                                           |                                           |                                           |                                           |                                           |                                           |                                           |                                           |                                           |                                                                  | |

### EP
| Títol                       | Publicació       | Discogràfica | Format                 |
| --------------------------- | ---------------- | ------------ | ---------------------- |
| What Makes You Beautiful EP | 11 setembre 2011 | Sony         | CD, descàrrega digital |
| Gotta Be You EP             | 11 novembre 2011 | Sony         | CD, descàrrega digital |

### Senzills
| Senzill                    | Any  | Posicions en llistes | Posicions en llistes | Posicions en llistes | Posicions en llistes | Posicions en llistes | Posicions en llistes | Posicions en llistes | Àlbum             |
| Senzill                    | Any  | UK                   | Austràlia            | BEL (Vl)             | IRE                  | NL                   | NZ                   | SCO                  | Àlbum             |
| -------------------------- | ---- | -------------------- | -------------------- | -------------------- | -------------------- | -------------------- | -------------------- | -------------------- | ----------------- |
| "What Makes You Beautiful" | 2011 | 1                    | 10                   | 9                    | 1                    | 76                   | 2                    | 1                    | Up All Night      |
| "Gotta Be You"             | 2011 | 3                    | -                    | -                    | 3                    | -                    | -                    | 2                    | Up All Night      |
| "One Thing"                | 2011 | 2                    | 4                    | -                    | -                    | -                    | -                    | -                    | Up All Night      |
| "Live While We're Young"   | 2012 |                      |                      |                      |                      |                      |                      |                      | Take me home      |
| "Little Things"            | 2012 |                      |                      |                      |                      |                      |                      |                      | Take me home      |
| "Kiss You"                 | 2012 |                      |                      |                      |                      |                      |                      |                      | Take me home      |
| "Best Song Ever"           | 2013 |                      |                      |                      |                      |                      |                      |                      | Midnight Memories |
| "Story Of My Life"         | 2013 |                      |                      |                      |                      |                      |                      |                      | Midnight Memories |
| "Midnight Memories"        | 2013 |                      |                      |                      |                      |                      |                      |                      | Midnight Memories |
| "You and I"                | 2013 |                      |                      |                      |                      |                      |                      |                      | Midnight Memories |
| "Steal My Girl"            | 2015 |                      |                      |                      |                      |                      |                      |                      | Four              |
| "Night Changes"            | 2015 |                      |                      |                      |                      |                      |                      |                      | Four              |
| "Drag Me Down"             | 2016 |                      |                      |                      |                      |                      |                      |                      | Made In the A.M   |
| "Perfect"                  | 2016 |                      |                      |                      |                      |                      |                      |                      | Made In the A.M   |
| "History"                  | 2016 |                      |                      |                      |                      |                      |                      |                      | Made In the A.M   |

### Cançons com a participants
| Any  | Senzill                                                                                 | Posicionament en llistes | Posicionament en llistes | Posicionament en llistes | Àlbum               |
| Any  | Senzill                                                                                 | UK                       | IRE                      | SCO                      | Àlbum               |
| ---- | --------------------------------------------------------------------------------------- | ------------------------ | ------------------------ | ------------------------ | ------------------- |
| 2010 | "Heroes" (com a part dels finalistes deThe X Factor)                                    | 1                        | 1                        | 1                        | Senzill sense àlbum |
| 2011 | "Wishing on a Star" (Finalistes deThe XFactorde 2011 juntament amb JLS i One Direction) | novembre 20              | novembre 20              | novembre 20              | Senzill sense àlbum |